# Nygmatonchus minutus
Nygmatonchus minutus är en rundmaskart som beskrevs av Gerlach 1967. Nygmatonchus minutus ingår i släktet Nygmatonchus och familjen Chromadoridae. Inga underarter finns listade i Catalogue of Life.